# Sergej Juzeptjuk
Sergej Vasiljevitj Juzeptjuk (ryska: Сергей Васильевич Юзепчук), född 28 januari 1893 i Moskva, död 8 januari 1959 i Riga, var en sovjetisk botaniker. 

## Biografi
Juzeptjuk avlade examen med spets 1911 vid gymnasiet i Riga och studerade därefter botanik vid Sankt Petersburgs universitet under ledning av Vladimir Leontjevitj Komarov fram till 1918. Där intresserade han sig främst för daggkåpesläktet (Alchemilla), maskrossläktet (Taraxacum) och fjällsippssläktet (Dryas). Särskilt hans arbeten beträffande fjällsippor togs väl emot av tidens taxonomer.
1919 blev Juzeptjuk biträdande konservator vid universitetets botaniska trädgård och tjänstgjorde som kurator vid Kaukasusavdelningens herbarium fram till 1925, och därefter vid sektionen för Sovjetunionens europeiska delar. Som sådan reste han runt i Kaukasus, Anatolien, Altaj, Uralbergen och på Krimhalvön.
Åren 1925–1928 deltog han i en expedition i Central- och Sydamerika. Den var anordnad av Rubber Trust och Forskningsinstitutet för tillämpad botanik och nya kulturväxter. Expeditionen leddes av Jurij Nikolajevitj Voronov och med Sergej Michajlovitj Bukasov och andra som deltagare. Expeditionens samlingar omfattade ett stort material av släktet Solanum med många nyupptäckta arter.
1947 gjorde han tillsammans med Boris Sjisjkin, Leonid Rodin och Leonid Fjodorovitj Pravdin en kort resa till Brasilien, som resulterade i ett litet herbarium med ca 2 000 blad plus en värdefull gåva till Komarov Botanical Institute från botaniska trädgården i Rio de Janeiro. Denna samling av levande tropiska växter avsågs som ersättning för de växthusväxter i en tidigare samling, som förstördes 1941 vid ett luftangrepp under andra världskriget.